# والنتینا ترشکوا
والنتینا ولادیمیروونا ترشکووا (به روسی: Валентина Владимировна Терешкова)
(زاده ۶ مارس ۱۹۳۷) کیهان‌نورد روس و نخستین زن فضانورد جهان است. والنتینا ترشکووا از میان بیش از ۴۰۰ نامزد زن برای انجام نخستین پرواز فضایی انتخاب شد، و در روز ۱۶ ژوئن ۱۹۶۳ (برابر ۲۶ خرداد ۱۳۴۲) با فضاپیمای وستوک-۶ به فضا رفت. وی نخستین فرد غیرنظامی بود که در سالهای آغازین عصر فضا به مدار زمین رفت. مأموریت وستوک-۶ سه روز به طول انجامید و در طی این مدت ترشکووا آزمایشهای بسیاری را بر روی خود انجام داد و داده‌های پزشکی ارزشمندی را دربارهٔ تأثیر بی‌وزنی در محیط فضا بر زنان گردآوری نمود.
والنتینا ترشکوا ششمین خلبان-فضانورد اتحاد شوروی، دهمین فضانورد جهان و نخستین زن فضانورد در جهان است.

## زندگی

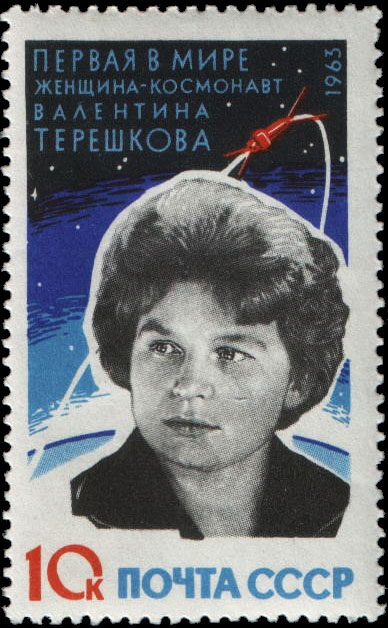
تصویر والنتینا ترشکووا بر تمبر ده کوپکی شوروی در سال ۱۹۶۳

والنتینا در سال ۱۹۳۷ در روستای ماسلنیکوو در استان یاروسلاول در روسیه شوروی به دنیا آمد. در ۱۹۴۵ به مدرسه رفت ولی در ۱۹۵۳ مدرسه را ترک کرد و به تحصیلات خود از راه مکاتبه ادامه داد. در جوانی به پرش با چتر نجات پرداخت و نخستین پرش با چتر را در ۲۲ سالگی انجام داد. ابتدا در کارخانه تایرسازی کار می‌کرد. سپس به کارخانه پارچه‌های صنعتی یاروسلاول منتقل شد. سابقه او در چتربازی باعث شد تا در سال ۱۹۶۱ در گروه فضانوردان روسیه عضو شد و دوره کامل آمادگی برای پرواز در فضاپیماهای نوع «وُستوک» را گذراند.
در تاریخ ۱۶ ژوئن ۱۹۶۳ به عنوان اولین زن فضانورد و ششمین فضانورد جهان با سفینه وستوک-۶ از پایگاه فضایی بایکونور به فضا پرواز کرد و بعد از دو شبانه‌روز و ۲۲ ساعت و ۵۰ دقیقه به زمین بازگشت.
بعد از پرواز، با این‌که به فعالیت در زمینه هوا-فضا ادامه می‌داد، اما بیشتر وقتش را صرف کارهای اجتماعی می‌کرد. او عضو حزب کمونیست شوروی بود و تا عضویت در کمیته مرکزی این حزب ارتقاء یافت.

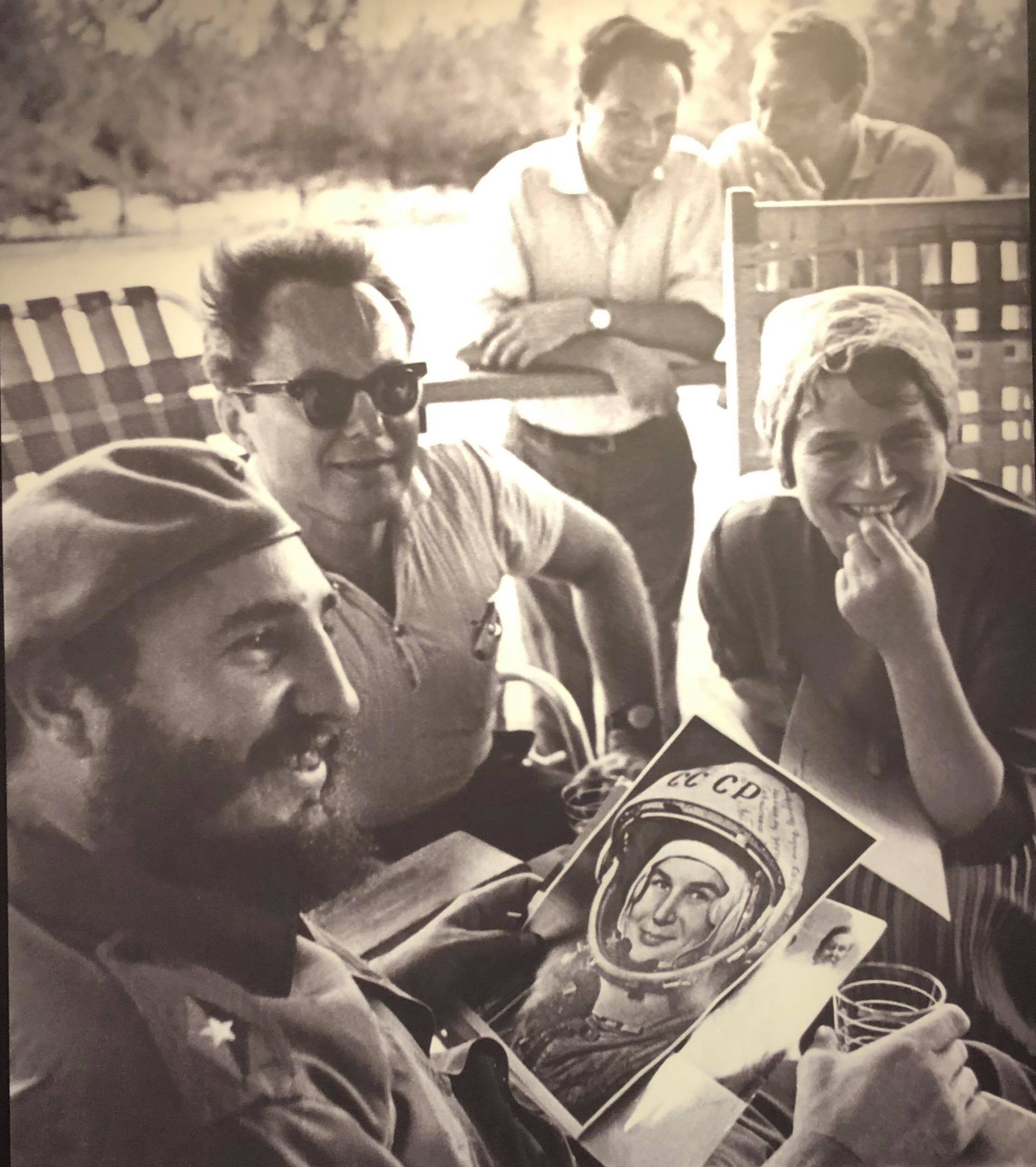
ترشکوا و فیدل کاسترو درحال دیدن تصاویر موزه کیهان نوردان مسکو در سال ۱۹۶۳

در اواخر سال ۱۹۶۳ با آندریان نیکولایف، که وی نیز فضانورد بود، ازدواج کرد اما این ازدواج دوامی نداشت. ترشکوا به دریافت نشان‌های بسیاری، از جمله نشان قهرمان اتحاد شوروی، نایل آمده‌است و یکی از حفره‌های کره ماه نیز به نام وی نامگذاری شده‌است.
ترشکوا از سال ۱۹۶۲ تا ۱۹۹۷ در شمار گروهان فضانوردان قرار داشت. در سال ۱۹۶۹ گواهی آکادمی مهندسی- نظامی ژوکف در رشته «خلبان- فضانورد- مهندس» را دریافت نمود. در ۱۹۷۷ درجه دکتر علوم مهندسی را گرفت. او بیش از ۵۰ اثر علمی تألیف کرده‌است. علاوه بر این وی دارای عنوان ژنرال هوانوردی‌ست.
در تاریخ ۲۲ ژوئن ۱۹۶۳ هیئت رئیسه شورای عالی اتحاد جماهیر سوسیالیستی شوروی بخاطر پرواز موفقیت‌آمیز و شجاعت به والنتینا ترشکووا لقب «قهرمان اتحاد شوروی» را اعطا نمود.
ترشکووا در امور اجتماعی به‌طور فعالی شرکت دارد. از سال ۱۹۹۴ وی ریاست مرکز بین‌المللی همکاری‌های علمی و فرهنگی روسیه وابسته به دولت فدراسیون روسیه را بر عهده دارد. همچنین در شهر یاروسلاول روسیه مرکز کیهان‌شناسی ای به نام وی نامگذاری شده‌است.

## فعالیت اجتماعی

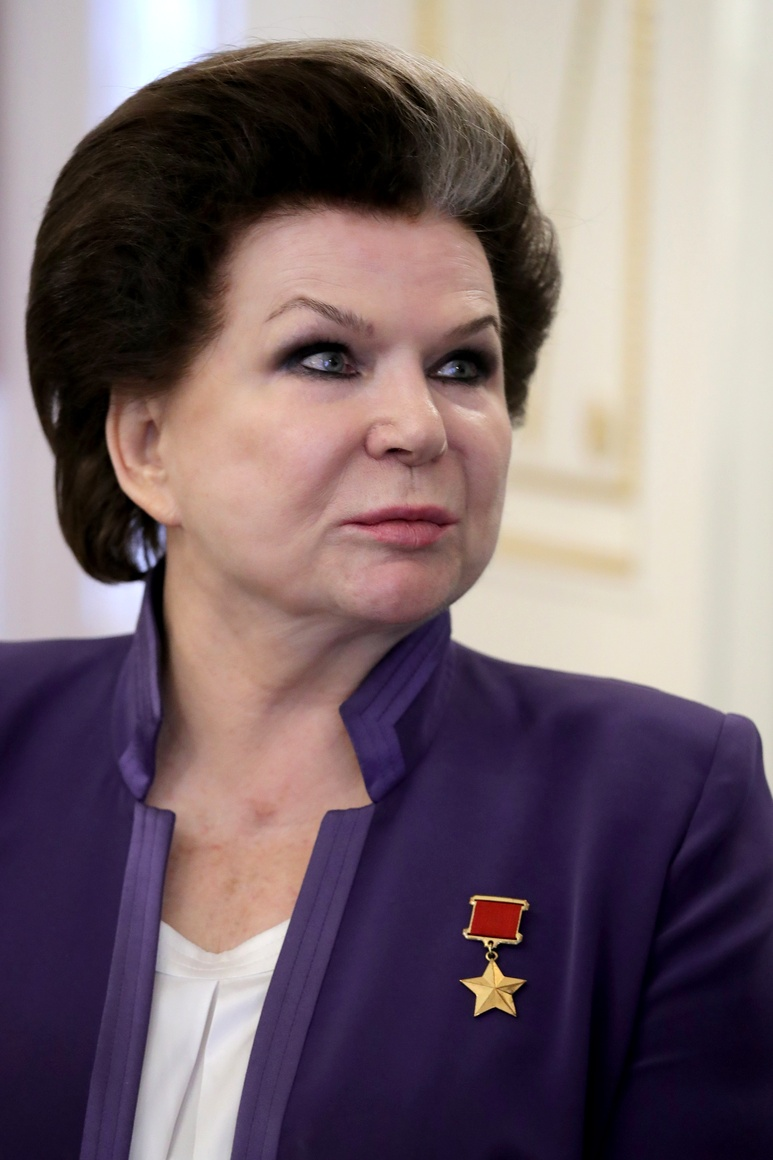
ترشکوا در سال ۲۰۱۷

او در سال 2011 از حزب روسیه متحد در فهرست منطقه ای یاروسلاول به مجلس دومای روسیه برگزیده شد. ترشکووا، همراه با النا میزولینا، ایرینا یارووایا و آندری اسکوچ ، عضو یک گروه معاون بین جناحی برای حفاظت از ارزش های مسیحی است. در این مقام، او از ارائه اصلاحیه هایی در قانون اساسی روسیه حمایت کرد که بر اساس آن "ارتدکس اساس هویت ملی و فرهنگی روسیه است." معاون کمیته دومای دولتی در ساختار فدرال و خودگردانی محلی از 21 دسامبر 2011.